# لپن میربو
شهر لپن میربو (به فرانسوی: Les Pennes-Mirabeau) در شهرستان بوش دو رون در ناحیه پروانس آلپ-کوت دازور با جمعیت ۲۰٬۲۳۱ نفر در کشور فرانسه واقع شده‌است